# Barbara Bień
Barbara Małgorzata Bień (z domu Ołdak, ur. 6 lipca 1951 w Warszawie) – polska lekarka, specjalistka w zakresie chorób wewnętrznych, geriatrii i zdrowia publicznego, profesor nauk medycznych.

## Droga zawodowa i naukowa
Ukończyła I Liceum Ogólnokształcące w Białymstoku w 1969. W latach 1969-1975 studiowała na Wydziale Lekarskim Akademii Medycznej – AMB (obecnie: Uniwersytet Medyczny – UMB) w Białymstoku, otrzymując dyplom lekarza z wyróżnieniem. Podczas studiów pracowała w kole naukowym przy Zakładzie Anatomii Prawidłowej AMB pod kierunkiem dr hab. med. Ireny Gałasińskiej-Pomykoł nad neurosekrecją jąder podwzgórza mózgu.
W 1979 zdała egzamin na pierwszy stopień specjalizacji z zakresu chorób wewnętrznych. W 1986 uzyskała tytuł specjalisty chorób wewnętrznych, w 1998 specjalisty geriatrii, a w 2004 specjalisty zdrowia publicznego.
Stopień naukowy doktora nauk medycznych otrzymała w 1984 na podstawie dysertacji Badania przekrojowe i longitudinalne dotyczące sytuacji demograficznej, socjo-ekonomicznej i zdrowotnej wybranych kohort wieku starczego mieszkańców Białegostoku.
W 1981 współpracowała naukowo z Uniwersytetem w Leuven (Belgia) w dziedzinie opieki geriatrycznej na poziomie podstawowym w ramach projektu międzyrządowego „Belgijsko-Polski Tydzień Naukowy”. W 1988 odbyła szkolenie z zakresu geriatrii i opieki długoterminowej w Vasa Hospital, Uniwersytet w Goeteborgu (Szwecja).
Po dwuletnim szkoleniu w Instytucie Kurta Boscha w Sion (Szwajcaria), w 1996 otrzymała status członka Europejskiej Akademii Medycyny Starzenia (The European Academy fo Medicine of Ageing).
W 1998 na podstawie rozprawy habilitacyjnej Wpływ pozaontogenetycznych uwarunkowań starzenia na zdrowotną i psycho-socjalną sytuację ludzi starych: 15-letnie przekrojowo-sekwencyjne badania kohortowe ludzi starych w Białymstoku uzyskała stopień naukowy doktora habilitowanego nauk medycznych w zakresie medycyny.
Tytuł naukowy profesora nauk medycznych otrzymała w 2006.

## Działalność zawodowa
Po uzyskaniu dyplomu lekarza, w 1975 została zatrudniona na Wydziale Lekarskim AMB w Zakładzie Gerontologii (później: Zakład Gerontologii Klinicznej i Społecznej) na bazie I Oddziału Chorób Wewnętrznych Wojewódzkiego Szpitala Zespolonego im. J. Śniadeckiego w Białymstoku, gdzie do 1996 zdobywała doświadczenie kliniczne pod kierunkiem prof. dr hab. Wojciecha Pędicha.
Na przełomie 1989/1990 pracowała w polskim zespole medycznym w szpitalu w Zliten (Libia) jako specjalista chorób wewnętrznych.
W 1996 objęła stanowisko kierownika Zakładu Gerontologii Klinicznej i Społecznej, przemianowanego w 2003 na Klinikę Geriatrii na Wydziale Pielęgniarstwa i Ochrony Zdrowia AMB (obecnie: Wydział Nauk o Zdrowiu UMB). Pracowała na tym stanowsku do 2021.
Przez wiele lat Barbara Bień pełniła funkcję członka Senackiej Komisji ds. Nagród i Wyróżnień oraz brała udział w kilku Komisjach Wydziału Nauk o Zdrowiu UMB.
W 2004 utworzyła pierwszy na Podlasiu 17-łóżkowy Oddział Geriatrii w SP ZOZ MSWiA w Białymstoku, którym kierowała do czasu przejścia na emeryturę w 2021. Oddział ten stanowi bazę kliniczną i dydaktyczno-naukową Kliniki Geriatrii na Wydziale Zdrowia Publicznego UMB i jedyne w regionie akredytowane miejsce specjalizacji lekarzy z zakresu geriatrii, w którym wyszkolono blisko 30 geriatrów do 2021.
Kierowana przez nią klinika w 2010 zajęła pierwsze miejsce w rankingu Idealna Klinika, przeprowadzonym wśród geriatrów przez „Medical Tribune”, którzy wskazali ją jako najlepsze miejsce do pracy spośród innych polskich klinik geriatrycznych.

## Współpraca krajowa i międzynarodowa
W latach 2008-2015 przewodniczyła Zespołowi ds. Gerontologii przy Ministrze Zdrowia, który opracował standardy postępowania w opiece geriatrycznej będącymi Stanowiskiem Polskiego Towarzystwa Gerontologicznego. Osiągnięciem Zespołu było opracowanie karty całościowej oceny geriatrycznej, która została wdrożona przez NFZ, jako odrębnie punktowaną procedurę w opiece szpitalnej oraz włączenie przedmiotu ‘geriatria’ do standardów nauczania przeddyplomowego studentów medycyny w Polsce.
Przez wiele lat współpracowała głównie na polu naukowym w ramach międzynarodowych projektów, początkowo rządowych z Biurem Regionalnym WHO w Kopenhadze, a następnie regionalnych Unii Europejskiej: SCOPE (Supporting Care of Older People in Europe), COPE (Family Care of Older People in Europe) i EUROFAMCARE (Services for Supporting Family Carers of Elderly People in Europe: Characteristics, Coverage and Usage).
W okresie 2015–2021 była certyfikowanym członkiem Global Ageing Research Network (GARN) przy International Association of Gerontology & Geriatrics (IAGG). Uczestniczyła w walidacji i międzynarodowym uzgadnianiu racjonalnej listy leków w terapii geriatrycznej w ramach projektu FORTA (Fit For The Aged) w latach 2017-21.

## Aktywność dydaktyczna i naukowa
Oprócz dydaktyki przeddyplomowej z zakresu geriatrii na kierunku lekarskim, English Division, pielęgniarstwa, fizjoterapii, dietetyki, logopedii z fonoaudiologią i zdrowia publicznego w macierzystej Alma Mater była wykładowcą na kursach Centrum Medyczne Kształcenia Podyplomowego. W 2002 została członkiem Państwowej Komisji Egzaminacyjnej dla przeprowadzenia państwowego egzaminu specjalizacyjnego w zakresie geriatrii.
Powołana przez CMKP w skład zespołu ekspertów ds. akredytacji w dziedzinie geriatrii i ds. opracowania programu specjalizacyjnego, współtworzyła rozwój edukacji podyplomowej lekarzy w zakresie geriatrii. W ramach projektu systemowego Wsparcie systemu kształcenia ustawicznego personelu medycznego w zakresie opieki geriatrycznej ze środków Europejskiego Funduszu Społecznego, współredagowała Pomocnicze materiały szkoleniowe dla uczestników szkoleń z zakresu opieki geriatrycznej.
W 2009 odbyła się konferencja z okazji XXXV-lecia białostockiej gerontologii i V-lecia Kliniki Geriatrii UMB, z udziałem prof. Wojciecha Pędicha, twórcy białostockiej szkoły gerontologii, i z obecnością rektora UMB Jacka Niklińskiego, prezydenta Białegostoku Tadeusza Truskolaskiego i wicemarszałka województwa Podlaskiego Bogusława Dębskiego. Prof. B. Bień wygłosiła referat Geriatria, wczoraj, dziś i jutro, skupiając się na aspektach społecznych i statystycznych.
Była kierownikiem specjalizacji w zakresie chorób wewnętrznych lub geriatrii kilkunastu lekarzy. Promotorka 5 przewodów  doktorskich i opiekun 2 przewodów habilitacyjnych. Pełniła funkcje recenzenckie prac habilitacyjnych, przewodów profesorskich i prac doktorskich oraz projektów naukowych krajowych i międzynarodowych.
Autorka i współautorka 313 publikacji naukowych o łącznej wartości współczynnika wpływu IF 29.975, w tym 217 pełnotekstowych, 4 monografii lub podręczników i 54 rozdziałów w podręcznikach dla studiów medycznych, m.in.:.
- Family Caregiving for the Elderly in Poland[12];
- Farmakoterapia w geriatrii, MedPharm Polska 2017[13].

## Członkostwo w towarzystwach naukowych, najważniejsze funkcje
- Polskie Towarzystwo Gerontologiczne – prezes (2002-2005)[14], członek Zarządu Głównego (do 2017);
- Kolegium Lekarzy Specjalistów Geriatrii – Członek Honorowy (od 2022);
- Członek European Academy for Medicine of Ageing (od 1996).

## Działalność społeczna
- Członek rady programowej i wykładowca Uniwersytetu Trzeciego Wieku w Białymstoku (od 1998);
- Konsultant wojewódzki w dziedzinie geriatrii w woj. podlaskim (od 2000)[15];
- Członek zespołu ekspertów ministra zdrowia do opracowania programu specjalizacji w zakresie geriatrii (2002);
- Członek Honorowy Białostockiego Stowarzyszenia Alzheimerowskiego (od 2005);
- Członek komisji ekspertów ds. osób starszych przy Biurze Rzecznika Praw Obywatelskich w Warszawie (od 2012);
- Członek Rady ds. Polityki Senioralnej przy Ministrze Rodziny, Pracy i Spraw Socjalnych (2016-2020)[16];
- Członek Rady ds. Seniorów przy Marszałku Województwa Podlaskiego (2017-2021).

## Odznaczenia i nagrody
- Srebrny Krzyż Zasługi (1999);
- Zespołowa i indywidualne Nagrody Rektora AMB/UMB Za Osiągnięcia Naukowe lub Dydaktyczne (2002, 2003, 2006, 2008, 2009,2013, 2014, 2016, 2017, 2018)[17];
- Złoty Krzyż Zasługi (2010)[18];
- Nominacja do Nagrody im. Krzysztofa Kanigowskiego (2010);
- I miejsce w rankingu Medical Tribune „Idealna Klinika” w kategorii Geriatria (2010);
- Odznaka Honorowa „Za Zasługi Dla Ochrony Zdrowia” (2020);
- Złoty Medal za Długoletnią Służbę (2020);
- Krzyż Kawalerski Orderu Odrodzenia Polski (2020)[19];
- Nagroda Rektora UMB Za Całokształt Dorobku (2021)[20].

## Życie prywatne
Mąż Maciej – neurochirurg, córka Katarzyna i Małgorzata†, wnuczka Pola. Hobby: turystyka rowerowa.